# Asyndetus johnsoni
Asyndetus johnsoni är en tvåvingeart som beskrevs av Van Duzee 1916. Asyndetus johnsoni ingår i släktet Asyndetus och familjen styltflugor. Inga underarter finns listade i Catalogue of Life.